# Khakassos
Els khakassos (entre ells s'anomenen koray) són una ètnia turquesa que parla el khakàs, una llengua turquesa i practiquen la religió cristiana ortodoxa amb arrels animistes, que viu a Sibèria, als marges del Ienissei Mitjà i als dels seus tributaris, Abakan i Chulym, dins l'actual república russa de Khakàssia.

## Divisió tribal
Es divideixen en tres grups: els abakan mitjà (amb els sagai, beltir i koibal), els abakan inferior (amb els kaçins o haas) i els del Nord (amb els kizil):
- Els sagai viuen al SO de la planura de Minusinsk des del riu Askis fins a l'Abakan. Potser són uns 27.000 individus dividits en més de 10 tribus d'origen kirguís. Viuen de la cacera i de la pesca.
- Els beltir viuen entre els rius Abakan i Taştıp i són uns 12.000 individus, no tan barrejats com els sagai. Viuen de la cacera i de la pesca i es consideren més emparentats amb els altais.
- Els koibal són uns 2.000 individus als marges dels rius Ute i Abakan, dividits en 13 línies de descendència. Es consideren descendents de tuves, però tenen trets comuns amb nenets i kantis.
- Els kaçin, Haaş, Haos o kaç viuen a la vall d'Abakan, Çat i Çolim. Són uns 20.000 individus seminomàdics, relacionats amb kirguisos i tuva.
- Els kizil són potser uns 20.000 i viuen a les estepes Yüs i als boscos i són agricultors.

## Població
S'han anomenat tàtars d'Abakan, tàtars de Minusinsk o turcs del Ienissei. El seu nom potser prové de hagias o hjagas, nom donat pels xinesos a les tribus dels Saians i als kirguisos. La seva religió és ortodoxa però mantenen algunes creences xamanistes. Segons el cens soviètic del 1989, hi havia 81.000 khakassos (eren 71.000 el 1979), dels quals el 83,7% parlaven la llengua materna i el 77,2% vivia al territori de la seva república.

## Història

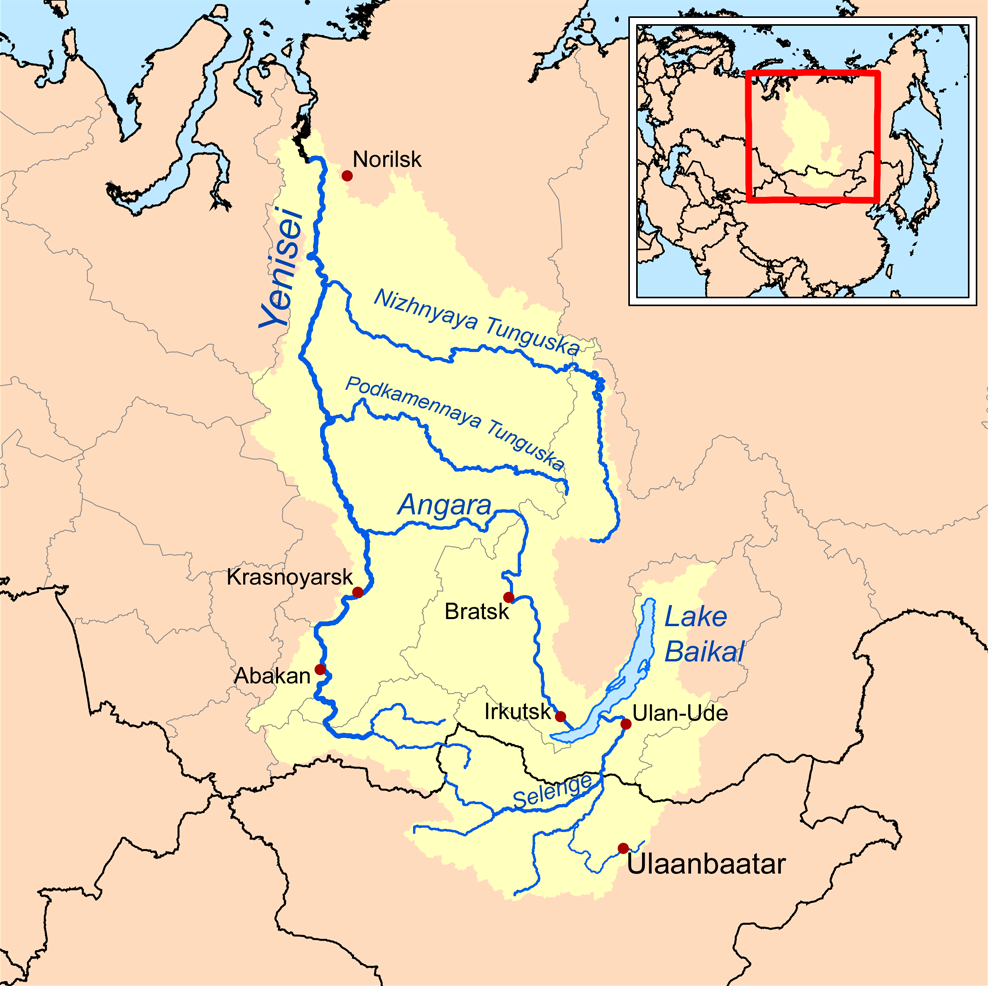
Transcurs del riu Ienissei, que passa per la capital khakassa, Abakan.
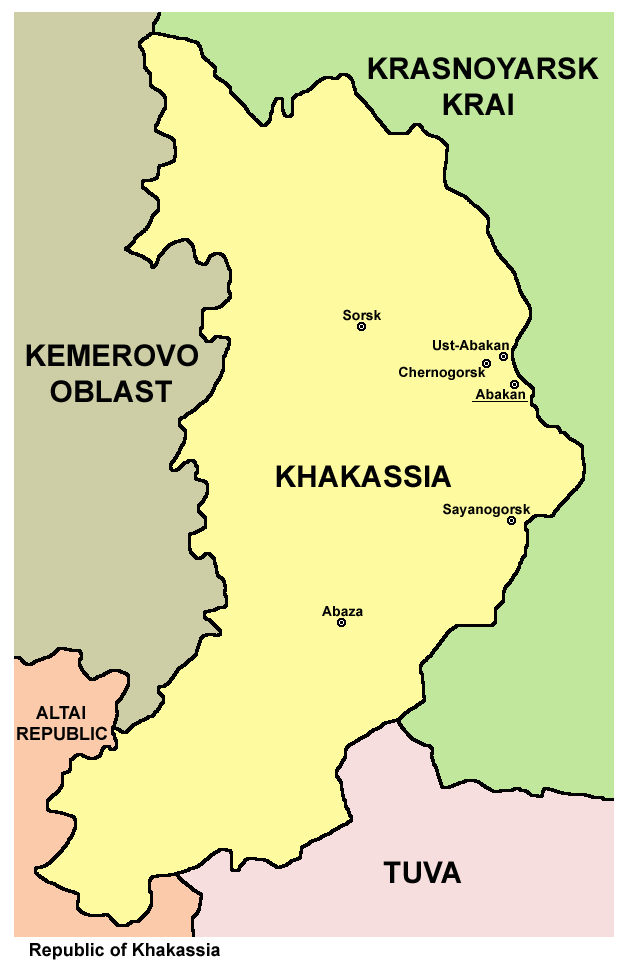
Mapa de Khakàssia.
Ubicació de la República de Khakàssia dintre de la Federació Russa.

Segons les llegendes, són descendents de la filla de Tag ezi, l'amo de les muntanyes Saians (o Köygen Tahsıl), lloc sagrat on hi vivia el profeta Aksakal Borus, similar al Noé bíblic que posà un arca al damunt dels turons Köypa. Dels seus fills van descendir els actuals khakassos. Eren xamanistes i creien en Akçağan o Aktanrı, el déu blanc (del turc gök, cel). Creien que l'univers era format per tres seccions: la volta celestial Çağan Çiri (Casa de Déu) o Huday Çağan on viuen els assistents de Déu com Umay (dels nens) i Ayzik (de les dones i homes). Ayna Çiri era el segon nivell on vivien els malignes, comandats per Erlik Han (Cingiz Khan) amb els seus fills İtker-Molat i Uçak Tolay. El tercer nivell Künnig Çir era on es duien a terme les batalles entre el bé i el mal. Els xamans tenen tös i arriben a ser pastaan paba (vell savi) després de ser kam (aprenents); protegeixen els humans de les malalties (representació del mal) i el seu patró era Adam Atam. Les cerimònies d'hivern eren encarregades pel karaşaman (xamà negre) i les d'estiu pel Akşaman (xamà blanc).
El territori originari dels actuals khakassos era a les Muntanyes Tanri, als voltants del Ienissei, lloc del qual emigraren els kirguisos sota el comandament de Manas Khan. Del segle viii a l'xi els khakassos, que vivien en iurtes, tendes rodones cobertes de feltre i escorça com les altres tribus turcomongoles, comerciaven amb els àrabs, tibetans i altres pobles nòmades de l'Àsia central. Tenien un sistema d'escriptura semblant al kirguís i a l'uigur, llengües amb les quals guardaven estretes relacions.
A començaments del segle xiii, els mongols de Genguis Kan (1207) destruïren llurs unions tribals i llur xarxa d'irrigació, de manera que gradualment abandonaren l'agricultura i es dedicaren al pastoreig i a la cacera seminomàdica, alhora que patien nombroses incursions mongoles fins que el fill de Gengiz, Coçi, dominà el Ienissei el 1217. Fins aleshores eren coneguts com a "kirguisos del Ienissei", i passaran a anomenar-se "poble de Khongoray". A finals del segle xvii entre les tribus khakasses es formaren els principats d'Ezen, Tubin, Altyr i Altysan, sotmesos a creixents incursions tant dels kans mongols com dels prínceps de Jungària. En aquells anys contactaren amb els russos, que després de prendre Kazan el 1552 i Sibir el 1585 s'expandiren cap a l'Est, tot penetrant a poc a poc al seu territori, mentre que l'aristocràcia nadiua s'unia al Kanat de Jungària. Es reunien en un Çıın (Alt Consell) que arribà als 700 representants el 1627, molts ells de llinatges Çaüzan i Haraç, dels quals en sorgien els kans kirguisos. Entre els càrrecs locals importants estaven els tüzümer (buròcrates), els çazool (recaptadors de tributs) que comptaven amb oficials dım o tünük, i els yarguç (jutges). També hi havia les tropes especials hozan compostes per 40 Batır que cuidava de la seguretat de les famílies dels beis.
El territori Khongoray estava delimitat pels rius Tom, Ob, Çalım, Kondum, Mrass i Biy, i els venceren als marges del Tuba el 1638, de la mateixa manera que el 1642 els khakassos destruïren el castell d'Açinskiy. Des dels ostrogi (assentaments fortificats), els russos oprimiren, els imposaren el iasak (tribut de sis pells per persona), els expropiaren les millors terres i els imposaren per força la religió ortodoxa, aprofitant el fet que no van saber fer un front de lluita unificat contra els russos, que venceren els arinis el 1608 i els sagais el 1620, de manera que el 1708 els incorporaren a l'imperi. Tanmateix, això serví per acabar amb les incursions dels nobles mongols i jungars.
Durant el segle xviii el control sobre els khakassos es dividí entre els oficials de Krasnoiarsk i Kuznetsk. Amb la introducció de l'estatut de govern de Pobles Nadius del 1822 (estatut Speranskij), pensat per als indígenes nòmades i que establia divisions, taxes i tributs, formaren part de la Província Eniseisk (districtes d'Atxinsk i Minussinsk). El poder administratiu era exercit per les Dumes de les Estepes, com les de Kyzyl, Kachinsk i Sagai. Aquest autogovern era subordinat, però, a l'autoritat tsarista.
Amb la construcció del transsiberià vers el 1890, s'incrementà el comerç significativament, i molts russos començaren a establir-se al país. Això comportaria l'aculturació i la seva conversió a l'ortodoxia pels missioners més o menys forçosa: el 1876 foren batejats 3.000 khakassos a Askyz, tots els homes els anomenaren Vladimir i totes les dones Maria. Endemés, els cristianitzats, que emigraven a les ciutats russes i finalment es consideraven russos, eren exempts de pagar impostos i fins i tot ocupaven alguns càrrecs a nivell local. Els dies 1 i 2 de novembre del 1905 els nadius celebraren un míting a Askyz, on reclamaren restablir l'autoritat local i reclamaren autonomia. Tot i així, fins aleshores, el sentit d'identitat nacional entre ells era feble, ja que s'identificaven més amb clans i famílies.
El novembre del 1917 es va establir el poder soviètic al districte de Minussinsk, on hi vivien la majoria dels khakassos. El maig del 1918 els treballadors nadius formaren un congrés i ratificaren l'Estatut de les Estepes Soviètiques.

## Bandera

Bandera nacional dels khakassos

El poble khakàs disposa de bandera nacional oficial, que és verda amb un símbol solar al centre que representa els quatre cantons del món (nord, sud, est i oest) i els quatre elements bàsics (aire, aigua, terra i foc). Els tres cercles són els tres nivells en què es divideix el món segons la religió Kam Kirtinisi (o xamanisme) del poble khakàs, que ha fet un notable renaixement: aquests tres nivells són el cel, la terra i el més enllà. El quadrat i el tercer cercle simbolitzen la paritat home-dona. El color verd és també propi de la religió Kam Kirtinisi, en què el món i la vida natural s'associen al verd i a la verdor (l'arbre del món dels khakassos té diverses branques verdes que simbolitzen el camí etern cap al progrés). El símbol central de la bandera és anomenat Solarius i representa el sol, que ocupa un lloc important a la vida espiritual del poble khakàs. És un símbol de nova creació sorgit del que apareix en una pedra de les anomenades Kamènie babi (dones pedra) de la civilització prehistòrica dels tazmin (també anomenada cultura d'Okunevo), que va florir a l'actual Khakàssia. Un altre símbol dels khakassos és la creu nestoriana dels kirguisos (els ancestres dels khakassos), que a l'edat mitjana ja utilitzaven banderes verdes sense ser musulmans.